# Podstoli
Een podstoli was een eretitel en functie aan het hof van de Kroon van het Poolse Koninkrijk, het Groothertogdom Litouwen en later het Pools-Litouwse Gemenebest. Een podstoli was ondergeschikt aan een stolnik (vergelijkbaar met een hofmeester of dapifer) en was verantwoordelijk voor de provisiekamer. De titel kon ook gedragen worden door een starost.